# Sceleocantha garnseyi
Sceleocantha garnseyi är en skalbaggsart som beskrevs av Mckeown 1938. Sceleocantha garnseyi ingår i släktet Sceleocantha och familjen långhorningar. Inga underarter finns listade i Catalogue of Life.